# 이시와라역
이시와라역(일본어: 石原駅, いしわらえき)은 일본 사이타마현 구마가야시에 있는 지치부 철도 지치부 본선의 역이다.
본 역 소재지의 지명은 "이시하라"(いしはら)이지만, 본 역의 역명은 "이시와라"(いしわら)이다.

## 역 구조
섬식 승강장 1면 2선의 지상역으로 업무 위탁역이다.

### 승강장
| 1 | ■ 지치부 선 | 구마가야・교다시・하뉴 방면                 |
| 2 | ■ 지치부 선 | 요리이・나가토로・지치부・미쓰미네구치 방면 |

- 유치선 4선이 존재한다. 역사와 승강장 사이는 지하도를 통해 연결된다.
- 화장실은 개찰 내에 있는 수세식이다.

## 역 주변
- 구마가야 이시하라 우체국
- 구마가야 히로세 우체국
- 구마가야 시 근로 회관
- 구마가야 시립 아라카와 중학교
- 사이타마 현 구마가야 고등학교
- 사이타마 현 구마가야 농업 고등학교

## 역사
- 1901년 10월 7일: 영업 개시.

## 인접역
| 지치부 철도 ■ 지치부 본선 | 지치부 철도 ■ 지치부 본선 | 지치부 철도 ■ 지치부 본선          |
| ------------------------- | ------------------------- | ---------------------------------- |
| 가미쿠마가야 하뉴 방면    | 보통                      | 히로세야초노모리 미쓰미네구치 방면 |